# Chiến thuật bộ binh

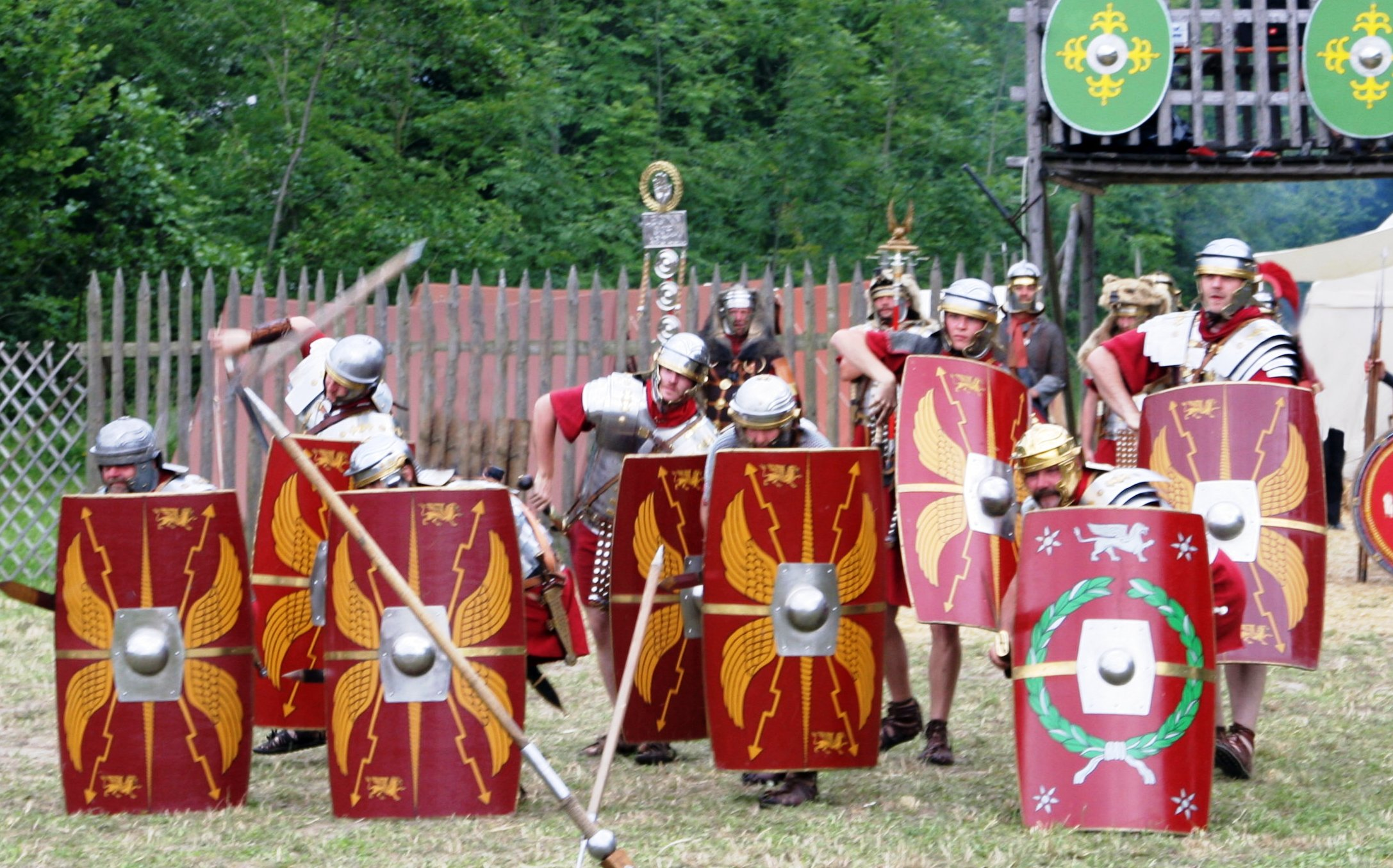
Chiến thuật bộ binh

Chiến thuật bộ binh là tập hợp các khái niệm và phương pháp quân sự của bộ binh để đạt được các mục tiêu chiến thuật trong quá trình chiến đấu.
Bộ binh là lực lượng quan trọng và chủ yếu tham gia chiến đấu trong chiến tranh trên bộ. Các vai trò cơ bản là trực tiếp giao chiến với quân thù, tiêu diệt binh lính, vũ khí, phương tiện và công sự của họ; giữ hoặc chiếm lãnh thổ trong quá trình chiến tranh. Bộ binh trong các trận đánh trên bộ trực tiếp chiến đấu với quân đối phương và cũng trực tiếp hứng chịu các tổn thất quân sự. Nhiệm vụ của chiến thuật bộ binh được đặt ra để sử dụng các cách thức tối ưu cho các đơn vị quân sự trong quá trình chiến đấu, đạt hiệu quả chiến đấu một cách thuận lợi và giảm thiểu cao nhất khả năng thương vong nhân mạng và thiệt hại vật chất.

## Phân loại hoạt động
Chiến thuật bộ binh trước hết tập trung trong phương pháp chiến đấu cá nhân của binh lính, liên quan bắn, di chuyển, ẩn nấp, ngụy trang,...và nhiều hoạt động chiến đấu cá nhân khác, tất cả được huấn luyện để người lính có thể thành thạo trước và trong quá trình chiến đấu.
Chiến thuật bộ binh theo mức đơn vị tập trung vào các nhóm nhỏ, như tiểu đội, phối hợp tác chiến các cá nhân như hiệp đồng hoạt động theo lệnh, bảo vệ cánh, hỗ trợ hỏa lực, tấn công đồng loạt, rút lui theo trình tự,...và tổ chức việc chiến đấu theo các đơn vị lớn hơn.
Các chiến thuật cũng khác biệt về các đơn vị có tính năng riêng của vũ khí và phương tiện, như bộ binh hạng nhẹ, đơn vị cơ giới, bao gồm tăng-thiết giáp,...
Việc tổ chức chiến thuật theo đơn vị còn tập trung đội hình chiến thuật và lực lượng kết hợp.
Các chiến thuật bộ binh cũng phân bổ theo tình thế chiến đấu như tấn công, phòng thủ, phản công, từ đó đặt ra các yêu cầu chiến thuật phù hợp.

## Đặc trưng
Khác với chiến thuật của không quân và hầu hết chiến thuật của hải quân, chiến thuật bộ binh có khía cạnh đa dạng về phương pháp chiến đấu theo môi trường. Khác với bầu trời và biển, môi trường đất liền có cảnh quan rất đa dạng, các vùng đất khác nhau với các yếu tố đặc trưng riêng về địa hình, địa chất, khí hậu, sông ngòi, sinh vật,...khiến quá trình chiến đấu trên bộ có cơ sở để hình thành các chiến thuật bộ binh phù hợp. Từ đó tạo nên lợi thế địa phương và đặc trưng của lực lượng vũ trang địa phương.